# Олександр III Злий
Олександр III Злий, українізована версія імені волоського господаря Александру III Реу (рум. Alexandru cel Rău; помер 20 березня 1597) — господар Волощини у 1592—1593 роках (як Олександр III) та господар Молдови у липні 1592 року (як Олександр V). Син Богдана IV, колишнього господаря Молдови. Незважаючи на те що в уряді Олександра були як місцеві бояри, так і греки, у червні 1593 року з'явилися скарги до Константинополя, у яких господаря звинувачували в тому, що він поводився як тиран, як і його дядько — господар Молдови Арон Тиран.
Він одружився із вдовою Петру III Церцела, що з політичного погляду було невигідним вибором, оскільки родина Кантакузін була в кращих стосунках з османами. 12 вересня 1593 року Михайло Хоробрий був обраний новим господарем Волощини. Олександр був засланий до Константинополя, де був звинувачений у змові проти Блискучої Порти і страчений шляхом удушення 20 березня 1597 року.
У Олександра був син Петру, який помер 8 червня 1619 року.